# Соловьёв, Александр Александрович (политик)
Александр Александрович Соловьёв (род. 26 июля 1967 года, г. Осташков Калининской области) — российский политик, глава Балаковского муниципального района (с 2017).

## Биография
Александр Соловьёв родился 26 июля 1967 года в городе Осташкове Калининской области. С 1985 по 1987 гг. проходил службу в Советской Армии. После службы работал учеником токаря, затем токарем механического цеха Балаковского завода самоходных землеройных машин.
С декабря 1992 г. по июль 1995 г. работал директором ТОО «САН», затем заместителем генерального директора АОЗТ «Эластик» в г. Балаково Саратовской области.
С 1995 года по настоящее время является генеральным директором ОАО "Пивкомбинат «Балаковский».
В 1996 году окончил Саратовский государственный технический университет.
Начиная с 2007 года занимался преподавательской деятельностью, был доцентом кафедры экономических дисциплин Балаковского института экономики и бизнеса.
Полученный опыт работы в экономике и научно-преподавательская деятельность позволили Соловьеву А. А. в 2011 году успешно защитить кандидатскую диссертацию, получить степень кандидата экономических наук.
Был депутатом Саратовской областной Думы третьего созыва.
С 2008 года Соловьев А. А. осуществлял свою деятельность на федеральном уровне. В 2008 году стал депутатом Государственной Думы Федерального Собрания Российской Федерации, вошел в состав Комитета Государственной Думы по аграрным вопросам.
С 2011 года работал заместителем Министра сельского хозяйства Российской Федерации
9 апреля 2012 года Саратовской областной Думой утвержден в должности заместителя Председателя Правительства Саратовской области. 21 августа 2013 года назначен на должность заместителя Председателя Правительства области — министра сельского хозяйства Саратовской области.
С 28 сентября 2017 года исполняет обязанности главы Балаковского муниципального района. 3 ноября в ходе голосования избран главой Балаковского муниципального района.